# Ogród klasztorny w Krzeszowie
Ogród klasztorny w Krzeszowie (łac. Hortus monasterii in Grissoviensis) – zabytkowy ogród o powierzchni 5,6 ha, położony w Krzeszowie, przy klasztorze sióstr Benedyktynek. Ogród powstał w XVI wieku i był kilkakrotnie przekształcany, zachowując historyczny układ i charakter użytkowo-kontemplacyjny. Obiekt wpisany jest do rejestru zabytków jako integralna część Pomnika Historii.

## Lokalizacja
Ogród znajduje się na południowo-wschodnim obrzeżu zespołu opactwa cysterskiego w Krzeszowie, w sąsiedztwie bazyliki Wniebowzięcia NMP oraz klasztoru sióstr benedyktynek.

## Historia
Pierwsze założenie ogrodowe powstało w XVI wieku, w związku z funkcjonowaniem klasztoru. Ogród miał początkowo charakter użytkowy – służył wspólnocie zakonnej do uprawy ziół, warzyw i owoców. 
Założenie ogrodu należy łączyć z wczesnobarokową przebudową klasztoru, która miała miejsce w latach 1670-1680. W XVIII wieku ogród został przekształcony w duchu barokowym, nadając mu bardziej reprezentacyjny, symetryczny układ i wprowadzając elementy ogrodu kontemplacyjnego, z pawilonem i centralnie przecinającą się aleją.
W przeszłości, na południe od kościoła, znajdował się otoczony murem ogród klasztorny z pawilonem nakrytym kopułą z latarnią. Centralnym punktem ogrodu była zapewne kaplica oraz źródło wody (Studnia Książęca), które związane było z legendą o założeniu klasztoru. Wzdłuż osi ogrodowej rosły rzędy drzew, a teren otaczały żywopłoty. Na północy i południu ogrodu znajdowały się tereny użytkowe, takie jak warzywniki. Ogród z czasów barokowej przebudowy klasztoru stanowił ważne miejsce wypoczynku i modlitwy dla wspólnoty zakonnej.

## Forma stylowa i kompozycja
Ogród reprezentuje typ klasztornego założenia ogrodowego o charakterze mieszanym – użytkowo-dekoracyjnym. Ma regularny plan prostokąta z podziałem na cztery kwatery przez dwie osie alejek. Centralnym punktem kompozycji jest murowany pawilon ogrodowy z czterospadowym dachem, pełniący dawniej funkcję wypoczynkową i kontemplacyjną.
Całość została otoczona murem z XVIII wieku z kamienia łamanego, w którym zachowały się dwie bramy wjazdowe – od strony północnej i południowej. Mur ten stanowi istotny element kompozycji przestrzennej, domykając całość założenia.

## Układ przestrzenny
Układ ogrodu oparty jest na osiowej kompozycji barokowej, z symetrycznym podziałem przestrzeni. Główna aleja przecina ogród wzdłuż i wszerz, dzieląc go na cztery równe kwatery. W centrum przecięcia osi znajduje się wspomniany pawilon ogrodowy. Układ komunikacyjny pozostaje czytelny mimo przekształceń roślinności.

## Gatunki drzew i krzewów

### Iglaste:
- Abies concolor – jodła jednobarwna
- Larix decidua – modrzew europejski
- Larix leptolepis – modrzew japoński
- Picea abies – świerk pospolity
- Picea pungens Glauca – świerk kłujący (srebrzysty)
- Pinus strobus – sosna wejmutka
- Thuja plicata – żywotnik olbrzymi

### Liściaste:
- Acer pseudoplatanus – klon jawor
- Acer platanoides – klon pospolity
- Betula verrucosa – brzoza brodawkowata
- Berberis thunbergii – berberys Thunberga
- Quercus robur – dąb szypułkowy
- Syringa vulgaris – bez lilak
- Tilia cordata – lipa drobnolistna

## Znaczenie krajobrazowe
Dominującym elementem krajobrazu zespołu klasztornego są monumentalne budowle sakralne. W połączeniu z zielenią wysoką tworzą one harmonijną całość widoczną z daleka – przykład piękna krajobrazu kulturowego ukształtowanego przez człowieka.

## Cysterskie kamienie graniczne
W ogrodzie znajdują się cysterskie kamienie graniczne, które stanowią ważny element dziedzictwa opactwa krzeszowskiego. Kamienie te, będące częścią historycznego układu klasztornego, wyznaczały granice terenów klasztornych. Stanowią one cenne świadectwo przeszłości oraz element kulturowy tego miejsca.